# رود ایلگا
رود ایلگا (انگلیسی: Ilga) یک رودخانه در استان ایرکوتسک کشور روسیه است.